# Biekowo (obwód kemerowski)
Biekowo (ros. Беково) – wieś (sieło) w Rosji, w obwodzie kemerowskim, w rejonie biełowskim. W 2010 liczyła 704 mieszkańców.